# Isabella Lundgren

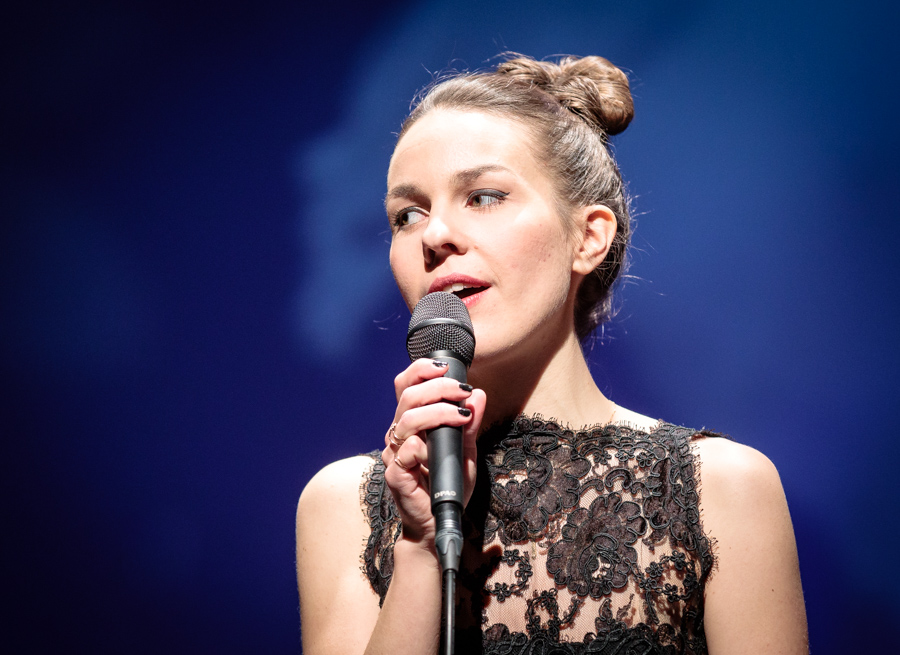
Isabella Lundgren (2017)

Isabella Gunhild Helén Lundgren (* 21. Dezember 1987 in Karlstad) ist eine schwedische Jazzsängerin und Theologin.

## Leben und Wirken
Lundgren wuchs in Karlstad auf, wo sie, geprägt durch die Plattensammlung ihrer Mutter, das Musische Gymnasium absolvierte. Im Alter von achtzehn Jahren zog sie nach New York City, wo sie von 2006 bis 2010 Jazzgesang an der New York University studierte und unter anderem mit Charles Tolliver, Gavin DeGraw, Eddy Davis, Fabrizio Sotti und Mino Cinelu auftrat.  Nach der Rückkehr nach Schweden begann sie 2010 ein Priesterstudium an der Theologischen Universität Stockholm.
Lundgren gab 2012 ihr Plattendebüt mit dem Album It Had to Be You mit Klassikern aus dem Great American Songbook, bei dem sie an Billie Holiday erinnerte. Ihr zweites Album, Somehow Life Got in the Way, erschien 2014 und wurde mit der Gyllene Skivan ausgezeichnet. Begleitet wurde sie häufig vom Trio von Carl Bagge. Zwei der folgenden Alben, Where is Home, das fast ausschließlich Eigenkompositionen enthält, und Out of the Bell Jar, das Songs von Bob Dylan enthält, wurden 2016 bzw. 2020 für die schwedischen Grammis nominiert. Weiterhin arbeitete sie mit Peter Asplund, Magnus Lindgren, Jan Lundgren, Leif Kronlund, Dan Barrett, Nisse Landgren, Claes Jansson und Bengan Jansson.